# Les Larmes de la terre
Les larmes de la terre (Terra e Paixão) est une telenovela brésilienne produite et diffusée entre le 8 mai 2023 et le 19 janvier 2024 sur Rede Globo,.
En France d'outre-mer, le feuilleton a été remonté en 120 épisodes de 45 minutes et diffusé entre le 19 août 2024 et le 29 novembre 2024 sur le réseau La 1ère.
En France, elle est diffusée entre le 27 décembre 2024 et le 12 juin 2025 sur Novelas TV.

## Synopsis
Après le meurtre de son mari par les hommes d’Antônio La Selva, producteur agricole le plus puissant et le plus redouté de la ville de Nova Primavera, dans le sud du Mato Grosso, Aline reprend le rêve de Samuel, son défunt mari : transformer leur ferme en une entreprise rentable. Mais, tout en se rapprochant de l’un des fils d’Antônio La Selva, la jeune veuve se heurte à la convoitise acharnée et meurtrière de son riche voisin qui n’aspire qu’à lui voler sa terre.

## Distribution

### Rôles principaux
| Acteur/Actrice         | Personnage                                                             |
| ---------------------- | ---------------------------------------------------------------------- |
| Bárbara Reis           | Aline Barroso Machado                                                  |
| Cauã Reymond           | Caio Moura La Selva                                                    |
| Tony Ramos             | Antônio La Selva                                                       |
| Glória Pires           | Irene Aldrava La Selva                                                 |
| Eliane Giardini        | Agatha Moura La Selva / Ana Maria Moura                                |
| Débora Ozório          | Petra Aldrava La Selva                                                 |
| Rainer Cadete          | Luigi San Marco                                                        |
| Tatá Werneck           | Anely do Carmo / Rainha Delícia                                        |
| Débora Falabella       | Lucinda do Carmo Amorim                                                |
| Leandro Lima           | Delegado Marino Guerra                                                 |
| Agatha Moreira         | Graça Junqueira                                                        |
| Paulo Lessa            | Jonatas Moura dos Santos                                               |
| Amaury Lorenzo         | Ramiro Neves                                                           |
| Diego Martins          | Kelvin Santana / Kelvin Star / Iggy Pep                                |
| Rafael Vitti           | Evandro Hélio Arruda Fernandes (Hélio)                                 |
| Ângelo Antônio         | Andrade Amorim                                                         |
| Cláudio Gabriel        | Tadeu Junqueira                                                        |
| Leona Cavalli          | Gladys Junqueira                                                       |
| Inez Viana             | Angelina Jordão do Carmo                                               |
| Tatiana Tiburcio       | Jussara Barroso                                                        |
| Flávio Bauraqui        | Gentil dos Santos                                                      |
| Alexandra Richter      | Berenice Borges Ferreira (Nice)                                        |
| Thati Lopes            | Berenice Aureliana Caldas                                              |
| Valéria Barcellos      | Luana Simões (Luana Shine)                                             |
| Maicon Rodrigues       | Dr. Rodrigo Pinheiro                                                   |
| Charles Fricks         | Ademir La Selva                                                        |
| Letícia Laranja        | Flor da Conceição La Selva                                             |
| Daniel Munduruku       | Pajé Jurecê Guató                                                      |
| Paulo Rocha            | Vinícius Carvana                                                       |
| Suyane Moreira         | Iraê Guató                                                             |
| Rafael Gualandi        | Enzo Veiga                                                             |
| Jonathan Azevedo       | Odilon Pires / Oddy King                                               |
| Camilla Damião         | Menah dos Santos                                                       |
| Renata Gaspar          | Mara Ramalho                                                           |
| Samir Murad            | Dr. Silvério Mesquita                                                  |
| Gil Coelho             | Franco Rezende                                                         |
| Rafaela Cocal          | Yandara Guató                                                          |
| Kizi Vaz               | Nina                                                                   |
| Natalia Dal Molin      | Graciara                                                               |
| Merícia Cassiano       | Iná Miranda                                                            |
| Alba Regina Tavares    | Polerina                                                               |
| Marcio Tadeu           | José Castilho (Zezinho)                                                |
| Ignácio Luz            | Fernando Galego (Nando)                                                |
| Igor Angelkorte        | Carlos Alberto de Assis (Cacá)                                         |
| Kika Kalache           | Drª. Marta Rocha                                                       |
| Bruna Aiiso            | Drª. Laura Correia (Laurita)                                           |
| Mapu Huni Kui          | Raoni Guató                                                            |
| Paulo Roque            | Sidney                                                                 |
| Tairone Vale           | Ruan                                                                   |
| Natascha Stransky      | Sílvia                                                                 |
| Carlos Feroli          | Inspetor Silva                                                         |
| Renata Imbriani        | Sueli                                                                  |
| Yris Sampaio           | Elaine                                                                 |
| Breno Guimarães        | Pelópidas                                                              |
| Luciana Malcher        | Neide                                                                  |
| Matheus Assis          | João Barroso Machado                                                   |
| Felipe Melquiades      | Cristian Amorim Andrade                                                |
| Maria Carolina Basílio | Rosa da Conceição La Selva                                             |
| Bryan Robert           | Daniel Aldrava La Selva Júnior / Daniel Guerra Junqueira (Danielzinho) |

### Participations spéciales
| Acteur/Actrice       | Personnage                                          |
| -------------------- | --------------------------------------------------- |
| Johnny Massaro       | Daniel La Selva                                     |
| Susana Vieira        | Cândida Ferreira                                    |
| Cláudia Raia         | Emengarda San Marco (Emmy)                          |
| Eriberto Leão        | Dirceu Elói Aldrava                                 |
| Bianca Bin           | Agatha (jovem)                                      |
| Rafael Cardoso       | Dr. Evandro Arruda Fernandes                        |
| Rodrigo Lombardi     | Marcelo Paixão                                      |
| Daniel Rocha         | Natércio Laurentino Vasconcelos Júnior (Natercinho) |
| Eucir de Souza       | Ernesto Alcântara                                   |
| Grace Gianoukas      | Roma San Marco                                      |
| Eduardo Lago         | Rodolfo Rezende                                     |
| Álamo Facó           | Dr. Frazão                                          |
| Felipe Rocha         | Gregório Florindo Siqueira                          |
| Yasmin Gomlevsky     | Isabel Cipriano                                     |
| Laura Prado          | Teresa Cristina Fonseca (Irmã Teresinha)            |
| Ítalo Martins        | Samuel Machado                                      |
| Caio Macedo          | Ubaldo Muniz                                        |
| Marcello Escorel     | Miro / Barão                                        |
| Julio Adrião         | Coronel Natércio Laurentino Vasconcelos             |
| Lourinelson Vladimir | Elias Ramalho                                       |
| Hugo Resende         | Delegado Ayres                                      |
| Cláudio Lins         | Juiz Guilherme Trindade                             |
| Josie Antello        | Madame Cordélia                                     |
| Marcela Muniz        | Drª. Teresa Leitão                                  |
| Antônio Fragoso      | Dr. Hartmann                                        |
| Augusto Garcia       | Investigador Itamar Proença                         |
| Alexandre Dacosta    | Padre Josias                                        |
| Roberto Frota        | Dr. Arnon Fontes                                    |
| Tatsu Carvalho       | Promotor Thiago Castro                              |
| Júlio Levy           | Dr. Saviano                                         |
| Vanessa Pascale      | Irmã Andreia                                        |
| Jaime Leibovitch     | Padre Batista                                       |
| Bruce Gomlevsky      | Juiz Aristarco Moreira                              |
| Rafael Queiroz       | Dr. Peçanha                                         |
| Renan Motta          | Lucio                                               |
| João Vítor da Silva  | Rudá Guató                                          |
| Carol Romano         | Raimunda Neves (Munda)                              |
| Juao Nyn             | Kaluanã                                             |
| Patrícia Pinho       | Dalva Alcântara                                     |
| Saulo Segreto        | Miguel Ávila                                        |
| César Ferrario       | Olegário                                            |
| Zé Wendell           | Setembrino                                          |
| Cristiana Pompeo     | Palmira                                             |
| Leandro da Matta     | Enéias                                              |
| Alésio Abdon         | Henrique                                            |
| Rafaela Ghelfond     | Natasha                                             |
| Denise Peniche       | Lenita                                              |
| Verônica Bonfim      | Juíza Vera Ávila Duarte                             |
| Ivo Gandra           | Frank                                               |
| Giulia Ayumi         | Margot                                              |
| Alexandre Lino       | Ronaldo                                             |
| Cassio Pandolfi      | Dr. Pérez                                           |
| Rafael Munk          | Inspetor Mesquita                                   |
| Eduardo Parlagreco   | Inspetor Magalhães                                  |
| Rose Abdallah        | Vânia                                               |
| Felipe Mafra         | Nivaldo                                             |
| Guilherme Alves      | James Brum                                          |
| Anderson Lau         | Usuário 3316                                        |
| André Senna          | Péricles                                            |
| Isaac Bernat         | Funcionário do cartório                             |
| Juliana Guimarães    | Funcionária do cartório                             |
| Felipe Haiut         | Celebrante do casamento                             |
| Bernardo Dugin       | Repórter                                            |
| Ismael Caneppele     | Gaudêncio                                           |
| Tom Fiore            | Galeto                                              |
| Bernardo Filaretti   | Recepcionista do hotel                              |
| Fred Garcia          | Bento                                               |
| Fred Garcia          | Caio (criança)                                      |
| Valentina Couto      | Suzy                                                |
| Miguel Galhardo      | Augusto                                             |
| Bruno Kott           | Antônio (jovem)                                     |
| Felipe Oládéle       | Gentil (jovem)                                      |
| Paula Frascari       | Cândida (jovem)                                     |
| Jorge e Mateus       | Eles mesmos                                         |
| Simone Mendes        | Ela mesma                                           |
| Ana Castela          | Ela mesma                                           |
| Gustavo Mioto        | Ele mesmo                                           |
| Michel Teló          | Ele mesmo                                           |

## Identité visuelle et sonore

### Logos

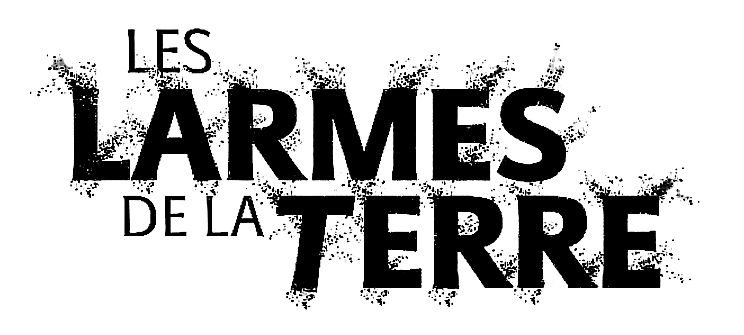
Logo de Les larmes de la terre (Outre-mer La Première)
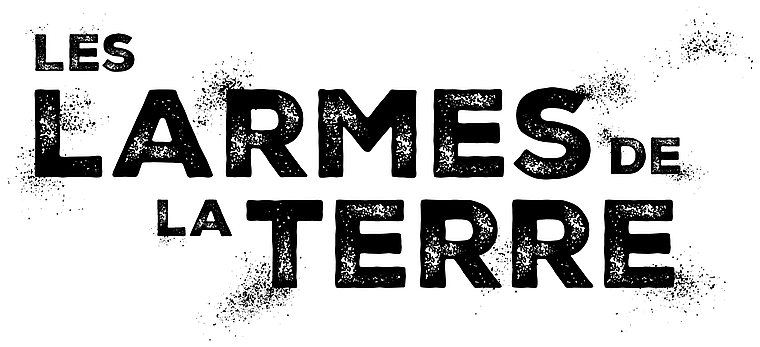
Logo de Les larmes de la terre (Novelas TV)

## Version française
La version française est assurée par Studio Plug-in au Maroc.
Avec les voix d'Alex Pinault, Jean-Albert Margaine, Sophie Pastrana, Emmanuelle Brindel, Abdellah Zelloufi, Martin Girard, Layla Hajji, Fanny Dalmau, Hélène Tran, Anna Fhima, Adrien Caminada, Corinne Troisi, Damien Malglaive, Saad Jawal, Christophe Cerino, Zineb Belghiti, Vanessa Lefebvre, Brahim Bihi, Hamza Touijri, Yassine Benmazouz, Farida Hamou, Rodolphe Abbassi, Guillaume Escaffre, Sarah Azmi, Inès El Yakoubi, Serge Barreau, Sami Messaoudi, Dounia Elmedkouri, Samir Kheldouni, Mouna Belgrini, Antoine Pinault et Dominique Saouri.

## Diffusion
- TV Globo (2023-2024)
- La 1ère (2024)
- Novelas TV (2024-2025)